# Lükón (filozófus)
Lükón (Kr. e. 3. század) görög filozófus.
A peripatetikus filozófia követője, a troaszi Asztüanax fia, Sztratón tanítványa volt. Már harmincéves korában, Kr. e. 270 körül átvette Sztratón iskolájának vezetését, amelynek ezután mintegy 44 éven át a vezetője volt. Halálát Kr. e. 236 és Kr. e. 234 közé lehet helyezni. Nagyvilági életet folytatott. Tivornyák, lakomák közt valóságos fényűzéssé tette a peripatetikus bölcsészettel való foglalkozást. Nagy kegyben állt Antigonosz, Attalosz és Eumenész udvarában. Kiváló szónoki képessége volt; rábeszélő tehetségét inkább nyilvános előadásaiban mint irataiban érvényesítette. Irodalmi hagyatéka csekély: egy töredékét Héródianosz őrizte meg. Legérdekesebb fennmaradt irata egy rövid értekezés az ittasságról, ennek latin fordítása található Rutilius Lupusnál. Érdekes gondolatait idézi Cicero, mely szerint a bánatot a sors apró kellemetlenségei idézik elő, és nem a lelki bajok.